# Zingibereno
Zingibereno es un monocíclico sesquiterpeno que es el componente predominante del aceite de jengibre (Zingiber officinale), de la que recibe su nombre. Puede constituir hasta un 30% de los aceites esenciales en los rizomas de jengibre. Este es el compuesto que da el jengibre su distintivo aroma.

## Biosíntesis

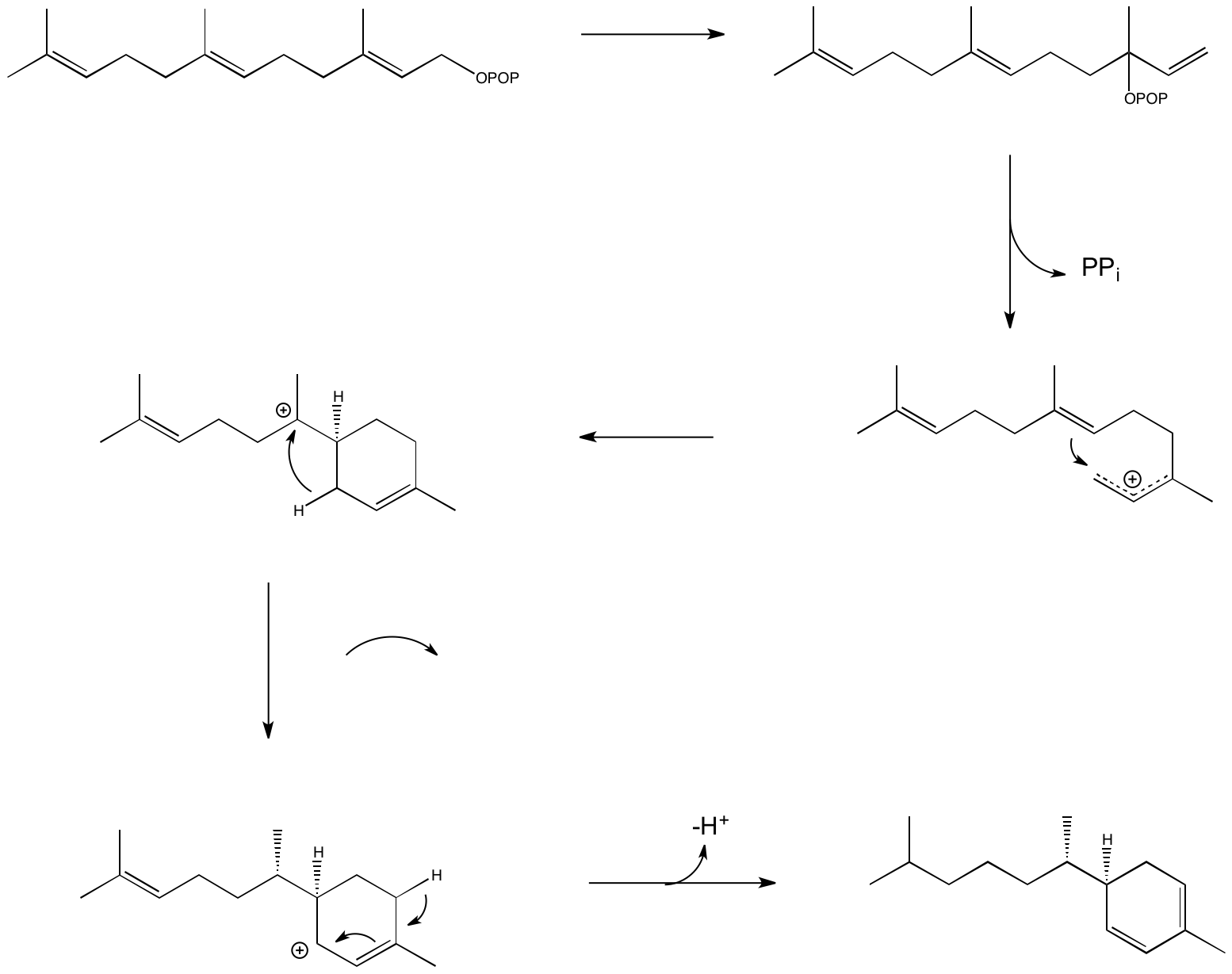
Biosynthesis of zingiberene

Zingibereno se forma en la ruta de isoprenoides del pirofosfato de farnesilo (FPP). FPP sufre un reordenamiento para dar difosfato nerolidyl. Después de la eliminación de pirofosfato, el anillo se cierra dejando un carbocatión en el carbono terciario unido al anillo. A cambio de 1,3-hidruro entonces se lleva a cabo para dar un carbocatión alílico más estable. El paso final en la formación de zingibereno es la eliminación del protón alílico cíclico y la consiguiente formación de un doble enlace. Zingibereno sintasa es la enzima responsable de catalizar la reacción de formación de zingibereno, así como otros mono y sesquiterpenos.